# Thomas Gottweiss

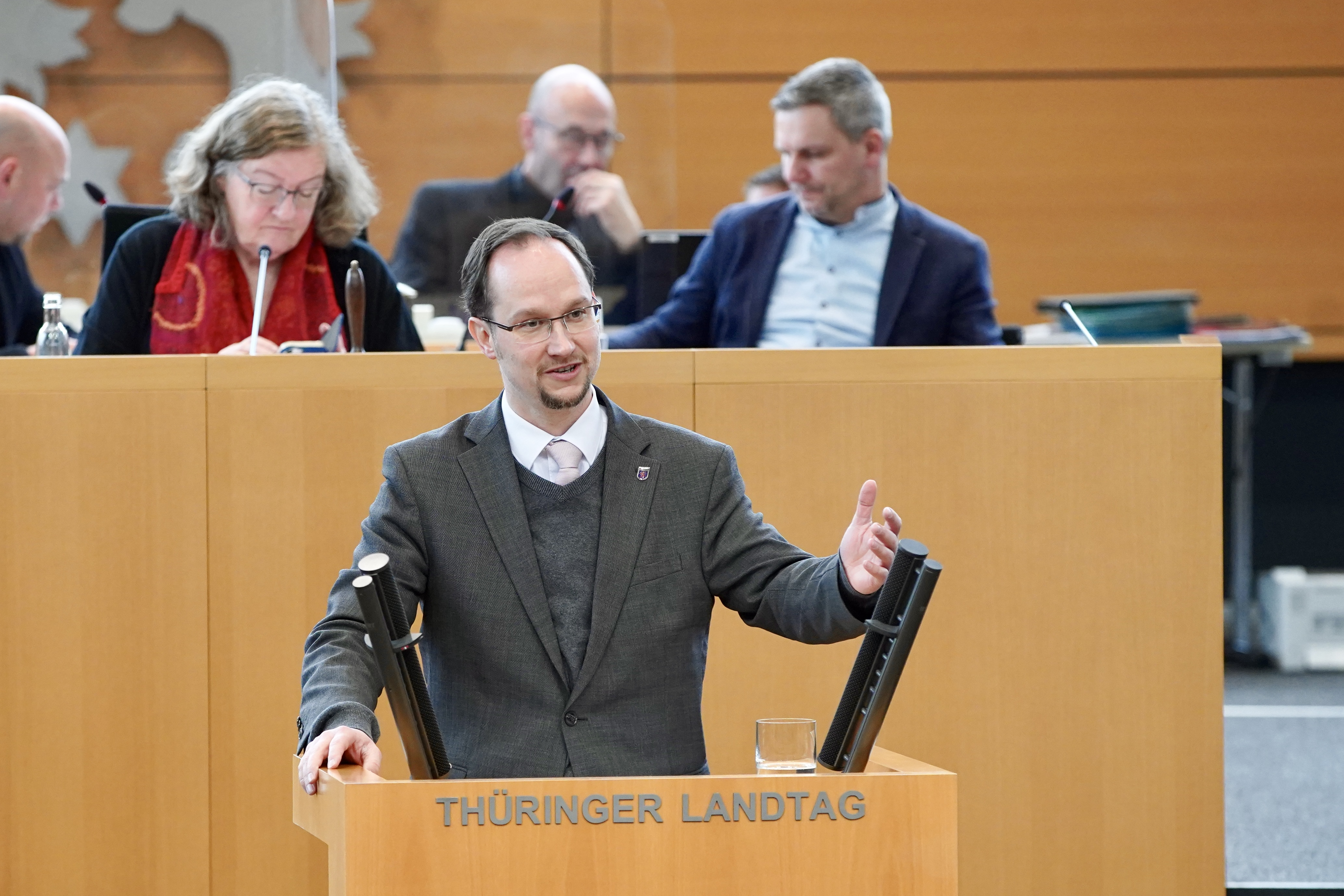
Thomas Gottweiss während der Plenarsitzung des Thüringer Landtags am 3. Februar 2023.

Thomas Gottweiss (* 1979 in Apolda) ist ein deutscher Politiker (CDU). Er ist seit 2025 Mitglied des Thüringer Landtags, dem er bereits von 2019 bis 2024 angehörte.

## Leben
Gottweiss studierte Kommunikationswissenschaft an der Universität Erfurt. Er ist verheiratet.

## Politische Arbeit

### Partei
Gottweiss ist Mitglied der CDU und war von 2002 bis 2007 Kreisvorsitzender der Jungen Union Weimarer Land. Er ist seit 2001 Mitglied im Kreisvorstand der CDU Weimarer Land. Im November 2023 wurde er zum stellvertretenden Kreisvorsitzenden gewählt.

### Kreistag
Seit 2004 ist Gottweiss Mitglied im Kreistag Weimarer Land für die CDU. Seit der Kommunalwahl 2019 ist er dort Vorsitzender des Ausschusses für Umwelt- und Naturschutz sowie Landwirtschaft und des Werkausschusses für die Kreiswerke. Im November 2023 wurde er zum Vorsitzenden der CDU-Kreistagsfraktion gewählt.

### Bürgermeister
Von 2014 bis 2019 war Gottweiss der erste gewählte hauptamtliche Bürgermeister der neugegründeten Landgemeinde Ilmtal-Weinstraße. In seiner Amtszeit gelang es ihm, die eigenständigen Gemeinden Kromsdorf, Leutenthal und Rohrbach (Ilmtal-Weinstraße) zu überzeugen, sich der Landgemeinde anzuschließen. Er entwarf zudem das Wappen der Gemeinde.

### Landtagsabgeordneter
Gottweiss wurde am 19. Dezember 2018 als Nachfolger von Christine Lieberknecht als Direktkandidat im Landtagswahlkreis 31 nominiert. Am 27. Oktober 2019 gelang Gottweiss bei der Landtagswahl in Thüringen 2019 der Einzug in den Thüringer Landtag als Direktkandidat im Wahlkreis Weimar I – Weimarer Land II mit 29,4 %. Bei der Landtagswahl in Thüringen 2024 unterlag Gottweiss im Wahlkreis 31 knapp mit 253 Stimmen dem Kandidaten der AfD, obwohl er mit 37,3 % sein persönliches Ergebnis deutlich steigern konnte. Er rückte jedoch bereits am 8. Januar 2025 über Platz 19 der Landesliste für Marcus Malsch in den Landtag nach.

## Politische Positionen
Gottweiss war energiepolitischer Sprecher der CDU-Fraktion im Thüringer Landtag. In dieser Position sprach er sich 2022 dafür aus, erneuerbare Energien in Thüringen bis 2040 soweit auszubauen, dass der Strombedarf des Landes selbst vollständig abgedeckt werden kann. Einen wesentlich über den eigenen Bedarf Thüringens hinausgehenden Ausbau der Stromproduktion und Export in andere Bundesländer lehnte er ab, ebenso wie feste Flächenziele zum Ausbau der Windenergie im Land. Ferner befürwortete er, einen Mindestabstand von 1000 Metern zur Wohnbebauung gesetzlich festzuschreiben, was AfD und FDP unterstützten, die rot-rot-grüne Landesregierung hingegen zunächst ablehnte. Die Regelung wurde letztendlich mit Stimmen von CDU und Rot-Rot-Grün im Landtag beschlossen.

## Veröffentlichungen
- Thomas Gottweiss u. a.: Chancen lokaler Medien. In: Thüringer Landesmedienanstalt (Hrsg.): TLM Schriftenreihe. Band 21. VISTAS Verlag GmbH, Berlin 2010, ISBN 978-3-89158-519-1.[15]